# Eriocaulon pumilio
Eriocaulon pumilio är en gräsväxtart som beskrevs av Joseph Dalton Hooker. Eriocaulon pumilio ingår i släktet Eriocaulon och familjen Eriocaulaceae.
Artens utbredningsområde är Uttaranchal. Inga underarter finns listade i Catalogue of Life.